# Holland's Got Talent (seizoen 3)
Het derde seizoen van Holland's Got Talent, een Nederlandse talentenjacht, werd vanaf 9 juli 2010 tot 10 september 2010 uitgezonden door RTL 4.
Dit seizoen werd voor het eerst door RTL 4 uitgezonden en kende daardoor een andere presentator en twee nieuwe juryleden. De presentator was Robert ten Brink, die Gerard Joling verving. Nadat bekend werd gemaakt dat Holland's Got Talent naar RTL 4 ging en dat ook Patricia Paay meeging, werd er daarna lang gespeculeerd wie er in de jury zou komen. Zo kwamen namen voorbij als Albert Verlinde, Jacques d'Ancona en Paay's ex-man Adam Curry. Paay maakte daarbij meteen al duidelijk niet te willen samenwerken bij d'Ancona, hij zou meerdere keren opmerkingen over Paay hebben gemaakt waar zij niet zo blij mee was. Uiteindelijk werd Paay bijgestaan door Gordon en Dan Karaty.
Daarna kwam er strijd tussen Holland's Got Talent en de SBS6-talentenjacht Popstars, waar Paay eerder ook deel was in de jury. De HGT-juryleden en presentator Robert ten Brink hebben zich echter geen enkele keer negatief in de media gelaten over de concurrent ten opzichte van de concurrent. Wel wist voormalig jurylid Henkjan Smits RTL 4 te feliciteren na de goed bekeken finale op 10 september.
De eerste liveshow was op 13 augustus.
Uit onderzoek van De Telegraaf kwam naar voren dat operazanger Martin de show moest winnen en dat Elastic Double zich de runner-up mocht gaan noemen. De show werd ook uiteindelijk gewonnen door Martin Hurkens en hij mocht zich volgens Gordon ook plaatsen naast Paul Potts en Susan Boyle.

## Audities
De audities vonden plaats in mei en juni en werden allemaal gehouden in één theater. Tijdens de auditie waren er 64 acts die goed genoeg waren voor de liveshows, maar dit was precies het dubbele van wat er daadwerkelijk door kon. De jury ging daarna in beraad welke 32 acts door konden naar de liveshows. Zeven acts waren een twijfelgeval en moesten een tweede keer auditie toen. Daar kwamen vervolgens nog drie acts uit die de laatste 32 acts zijn.

## Halve finale

### Halvefinalisten
| Legenda | Winnaar | Runner-up | Derde | Finalist | Halvefinalist (verloor de jury's stem) |

| Naam (van de act)                               | Leeftijd | Genre              | Act                      | Show | Resultaat     |
| ----------------------------------------------- | -------- | ------------------ | ------------------------ | ---- | ------------- |
| Adonis                                          |          | Acrobatiek         | Acrogymnastics           | 2    | Halvefinalist |
| Angelique Vanackere                             | 35       | Muziek             | Operazangeres            | 1    | Finalist      |
| A-tif en Suggest                                | 24-24    | Muziek             | Hiphopzangers/rappers    | 1    | Halvefinalist |
| Bart Juwett                                     |          | Entertainment      | Buikspreekact            | 2    | Halvefinalist |
| Bas Olde Bijvank & Harald Wiersema              |          | Muziek             | Zangduo                  | 3    | Halvefinalist |
| Break Kidz                                      | 9-14     | Dans               | Breakdancers             | 3    | Derde         |
| Christina Noordberger                           | 29       | Muziek             | Musicalzangeres          | 4    | Halvefinalist |
| Crazy Violist                                   | 14       | Muziek             | Hiphopviolist            | 1    | Halvefinalist |
| Delano Vossen Houten                            | 19       | Muziek             | Pianist                  | 4    | Halvefinalist |
| Dez                                             |          | Entertainment      | BMX-stunts               | 4    | Halvefinalist |
| Drumband Heelsum                                |          | Muziek             | Drumband                 | 2    | Halvefinalist |
| Elastic Double                                  | 23/20    | Dans               | Poppin and Lockin        | 2    | Runner-up     |
| Elke Rouwmaat                                   | 29       | Muziek             | Zangeres                 | 3    | Halvefinalist |
| Farid Rislani                                   |          | Muziek             | Zanger                   | 2    | Halvefinalist |
| Harrie Harrewar                                 |          | Entertainment      | Eenden-entertainer       | 3    | Halvefinalist |
| 155 - Eenvijfvijf (Ill Skill Squad)             |          | Entertainment/dans | Comedy-dansers           | 1    | Halvefinalist |
| Jaqueline & Alex Glijn                          | 32/42    | Dans               | Ballroom in een rolstoel | 2    | Finalist      |
| Kim                                             | 9        | Muziek             | Zanger                   | 1    | Finalist      |
| Leanne Trienekens en Marieke Trienekens-Pellens | 8/36     | Dans               | Riverdance               | 1    | Finalist      |
| Lera Razankova & Erik Feis                      | 10/11    | Dans               | Ballroom                 | 3    | Halvefinalist |
| Martin Hurkens                                  | 57       | Muziek             | Operazanger              | 4    | Winnaar       |
| Megan Roele                                     | 14       | Muziek             | Zangeres                 | 2    | Halvefinalist |
| Michaël Betrian                                 | 14       | Acrobatiek         | Diaboloën                | 4    | Halvefinalist |
| Miss Flora Gattina                              |          | Dans               | Paaldanseres             | 4    | Finalist      |
| Patricia Mulder                                 | 39       | Muziek             | Jazzzangeres             | 3    | Finalist      |
| Rebecca en Lotte                                | 31       | Entertainment      | Hondentrucjes            | 1    | Halvefinalist |
| Sanne Croese                                    | 22       | Dans               | Buikdanseres             | 3    | Halvefinalist |
| Sim'Ran                                         | 23-24    | Muziek             | R&B-girlgroup            | 4    | Halvefinalist |
| Sniggy & Santios                                | 24/26    | Muziek             | Beatbox                  | 2    | Halvefinalist |
| Street4OnE                                      |          | Dans               | Hiphopdansers            | 3    | Halvefinalist |
| Team Unleashed                                  |          | Entertainment      | Freerunners              | 4    | Halvefinalist |
| X Vibe                                          |          | Dans               | Hiphopdansers            | 1    | Halvefinalist |

### Halve finales
De act met het meest aantal stemmen verdient een plek in de finale. Uit de twee acts die tweede en derde worden kiest de jury nog één act uit die ook naar de finale gaat. Elk jurylid heeft z'n eigen stem die hij op een van de twee acts mag uitgeven.
| Legenda | X Buzzer | ✔ Jury's stem | Won de publieksstemmen | Won de jury's stem |

#### Halve finale 1
| Volgorde | Artiest                             | Act                   | Buzzer en jury's keuzes | Buzzer en jury's keuzes | Buzzer en jury's keuzes |
| Volgorde | Artiest                             | Act                   | Heuckeroth              | Paay                    | Karaty                  |
| -------- | ----------------------------------- | --------------------- | ----------------------- | ----------------------- | ----------------------- |
| 1        | X Vibe                              | Hiphopdansers         |                         |                         |                         |
| 2        | Kim                                 | Zanger                | ✔                       | ✔                       |                         |
| 3        | Crazy Violist featuring T&Y         | Hiphopviolist         |                         |                         |                         |
| 4        | Rebecca en Lotte                    | Hondentrucjes         |                         |                         |                         |
| 5        | Leanne en Marieke                   | Riverdance            | ✔                       |                         | ✔                       |
| 6        | A-tif en Suggest                    | Hiphopzangers/rappers |                         |                         |                         |
| 7        | 155 - Eenvijfvijf (Ill Skill Squad) | Comedy-dansers        |                         |                         |                         |
| 8        | Angelique                           | Operazangeres         |                         |                         |                         |

- De jury kon niet kiezen tussen Leanne en Kim. Paay besloot met pijn in haar hart te kiezen voor Kim en Karaty besloot voor Leanne te kiezen, zodat hij knoop niet door hoefde te hakken. Gordon kon geen keus maken en besloot in overleg met Paay en Karaty dat beide acts door gingen.

#### Halve finale 2
| Volgorde | Artiest           | Act                      | Buzzer en jury’s keuzes | Buzzer en jury’s keuzes | Buzzer en jury’s keuzes |
| Volgorde | Artiest           | Act                      | Heuckeroth              | Paay                    | Karaty                  |
| -------- | ----------------- | ------------------------ | ----------------------- | ----------------------- | ----------------------- |
| 1        | Drumband Heelsum  | Drumband                 | X                       | X                       | X                       |
| 2        | Megan             | Zangeres                 | ✔                       |                         |                         |
| 3        | Sniggy & Santios  | Beatbox                  |                         |                         |                         |
| 4        | Adonis            | Acrogymnastics           |                         |                         |                         |
| 5        | Farid             | Zanger                   | X                       | X                       | X                       |
| 6        | Jacqueline & Alex | Ballroom in een rolstoel |                         | ✔                       | ✔                       |
| 7        | Elastic Double    | Poppin and Lockin        |                         |                         |                         |
| 8        | Bart              | Buikspreekact            |                         |                         |                         |

#### Halve finale 3
| Volgorde | Artiest      | Act                | Buzzer en jury's keuzes | Buzzer en jury's keuzes | Buzzer en jury's keuzes |
| Volgorde | Artiest      | Act                | Heuckeroth              | Paay                    | Karaty                  |
| -------- | ------------ | ------------------ | ----------------------- | ----------------------- | ----------------------- |
| 1        | Street4One   | Dansgroep          |                         |                         |                         |
| 2        | Elke         | Zangeres           | X                       | X                       | X                       |
| 3        | Lera & Erik  | Ballroom           |                         |                         |                         |
| 4        | Patricia     | Jazzzangeres       |                         | ✔                       | ✔                       |
| 5        | Harrie       | Eenden-entertainer |                         |                         |                         |
| 6        | Sanne        | Buikdanseres       |                         |                         |                         |
| 7        | Bas & Harald | Zangers            | X                       |                         |                         |
| 7        | Bas & Harald | Zangers            | ✔                       |                         |                         |
| 8        | Break Kidz   | Breakdancers       |                         |                         |                         |

#### Halve finale 4
| Volgorde | Artiest            | Act             | Buzzer en jury's keuzes | Buzzer en jury's keuzes | Buzzer en jury's keuzes |
| Volgorde | Artiest            | Act             | Heuckeroth              | Paay                    | Karaty                  |
| -------- | ------------------ | --------------- | ----------------------- | ----------------------- | ----------------------- |
| 1        | Michael            | Diaboloën       |                         | ✔                       |                         |
| 2        | Sim'Ran            | R&B-girlgroup   |                         |                         |                         |
| 3        | Team Unleashed     | Freerunners     |                         |                         |                         |
| 4        | Dez                | BMX-stunts      |                         |                         |                         |
| 5        | Christina          | Musicalzangeres |                         |                         |                         |
| 6        | Delano             | Pianist         | X                       | X                       |                         |
| 7        | Miss Flora Gattina | Paaldanseres    | ✔                       |                         | ✔                       |
| 8        | Martin             | Operazanger     |                         |                         |                         |

## Finale
| Legenda | Winnaar | Runner-up | Derde |

| Volgorde | Finished | Artiest            | Act                      |
| -------- | -------- | ------------------ | ------------------------ |
| 1        | 3de      | Break Kidz         | Breakdancers             |
| 2        | 8ste     | Patricia           | Jazzzangeres             |
| 3        | 4de      | Miss Flora Gattina | Paaldanseres             |
| 4        | 7de      | Leanne en Marieke  | Riverdance               |
| 5        | 6de      | Angelique          | Operazangeres            |
| 6        | 1ste     | Martin             | Operazanger              |
| 7        | 9de      | Jaqueline & Alex   | Ballroom in een rolstoel |
| 8        | 5de      | Kim                | Zanger                   |
| 9        | 2de      | Elastic Double     | Poppin and Lockin        |

Special guest: Los Angeles: The Voices - "Blijf veilig bij mij"

## Liveshow chart
| Winnaar | Runner-up | Derde |

| Won halve finale | Jury's keuze | Top 3 (halve finale) | Geëlimineerd |

| Show           | Deelnemer                   | Resultaat | Resultaat | Resultaat | Resultaat | Resultaat | Resultaat |
| -------------- | --------------------------- | --------- | --------- | --------- | --------- | --------- | --------- |
| Show           | Deelnemer                   | HF 1      | HF 2      | HF 3      | HF 4      | Finale    |           |
| Finale         | Martin                      |           |           |           | Win       | 1ste      |           |
| Finale         | Elastic Double              |           | Win       |           |           | 2de       |           |
| Finale         | Break Kidz                  |           |           | Win       |           | 3de       |           |
| Finale         | Miss Flora Gattina          |           |           |           | JK        | 4de       |           |
| Finale         | Kim                         | JK        |           |           |           | 5de       |           |
| Finale         | Angelique                   | Win       |           |           |           | 6de       |           |
| Finale         | Leanne en Marieke           | JK        |           |           |           | 7de       |           |
| Finale         | Patricia                    |           |           | JK        |           | 8ste      |           |
| Finale         | Jaqueline & Alex            |           | JK        |           |           | 9de       |           |
| Halve Finale 4 |                             |           |           |           |           |           |           |
| Michael        |                             |           |           | Top 3     |           |           |           |
| Sim'Ran        |                             |           |           | ELIM      |           |           |           |
| Team Unleashed |                             |           |           | ELIM      |           |           |           |
| Dez            |                             |           |           | ELIM      |           |           |           |
| Christina      |                             |           |           | ELIM      |           |           |           |
| Delano         |                             |           |           | ELIM      |           |           |           |
| Halve Finale 3 | Bas & Harald                |           |           | Top 3     |           |           |           |
| Halve Finale 3 | Harrie                      |           |           | ELIM      |           |           |           |
| Halve Finale 3 | Lera & Erik                 |           |           | ELIM      |           |           |           |
| Halve Finale 3 | Elke                        |           |           | ELIM      |           |           |           |
| Halve Finale 3 | Street4One                  |           |           | ELIM      |           |           |           |
| Halve Finale 3 | Sanne                       |           |           | ELIM      |           |           |           |
| Halve Finale 2 | Megan                       |           | Top 3     |           |           |           |           |
| Halve Finale 2 | Sniggy & Santios            |           | ELIM      |           |           |           |           |
| Halve Finale 2 | Adonis                      |           | ELIM      |           |           |           |           |
| Halve Finale 2 | Bart                        |           | ELIM      |           |           |           |           |
| Halve Finale 2 | Drumband Heelsum            |           | ELIM      |           |           |           |           |
| Halve Finale 2 | Farid                       |           | ELIM      |           |           |           |           |
| Halve Finale 1 | Rebecca en Lotte            | ELIM      |           |           |           |           |           |
| Halve Finale 1 | Ill Skill Squad             | ELIM      |           |           |           |           |           |
| Halve Finale 1 | X Vibe                      | ELIM      |           |           |           |           |           |
| Halve Finale 1 | Crazy Violist featuring T&Y | ELIM      |           |           |           |           |           |
| Halve Finale 1 | A-tif en Suggest            | ELIM      |           |           |           |           |           |

## Kijkcijfers
| Show               | Datum             | Kijkcijfers | Plek | Bron   |
| ------------------ | ----------------- | ----------- | ---- | ------ |
| Auditie 1          | 9 juli 2010       | 1.007.000   | #4   | [ 8 ]  |
| Auditie 2          | 16 juli 2010      | 1.071.000   | #5   | [ 9 ]  |
| Auditie 3          | 23 juli 2010      | 1.274.000   | #2   | [ 10 ] |
| Auditie 4          | 30 juli 2010      | 1.424.000   | #2   | [ 11 ] |
| Best of-auditie    | 6 augustus 2010   | 1.396.000   | #2   | [ 12 ] |
| Halve finale 1     | 13 augustus 2010  | 1.744.000   | #2   | [ 13 ] |
| Halve finale 2     | 20 augustus 2010  | 1.424.000   | #2   | [ 14 ] |
| Halve finale 3     | 27 augustus 2010  | 1.830.000   | #2   | [ 15 ] |
| Halve finale 4     | 3 september 2010  | 1.904.000   | #2   | [ 16 ] |
| Finale             | 10 september 2010 | 2.588.000   | #1   | [ 17 ] |
| Seizoensgemiddelde | 2010              | 1.566.000   | #2   |        |